# DJ Jazzy Jeff and The Fresh Prince
DJ Jazzy Jeff and The Fresh Prince, stylisé DJ Jazzy Jeff & The Fresh Prince, est un groupe de hip-hop américain, originaire de Philadelphie, en Pennsylvanie. Le rappeur Will Smith (The Fresh Prince) s'associe avec Jeff Townes (DJ Jazzy Jeff), qui essayait de se faire un nom sur la scène rap de Philadelphie, et Clarence Holmes (Ready Rock C) pour former ce trio et devenir des célébrités locales. Ready Rock C quitte le groupe en 1990, et les poursuit en justice en 1999.
Ils reçoivent le premier Grammy de l'histoire du rap en 1989 pour le titre Parents Just Don't Understand. Will Smith et Jeff Townes sont toujours amis, et clament qu'ils ne se sont jamais séparés, ayant même coopéré sur des albums de la carrière solo de Will.

## Biographie

### Débuts (1985–1987)
Jeff Townes et Will Smith se rencontrent par hasard en 1985. Alors que Jeff Townes se produisait dans une soirée et que son MC n'avait pas pu venir, il trouve un autre partenaire, Will. L'entente est tout de suite parfaite. Ils décident par la suite de joindre leurs forces. Un ami de Will Smith, Clarence Holmes (Ready Rock C), se joint au duo en tant que beatboxer. Basé à Philadelphie, le label Word-Up Records publie leur premier single, Girls Ain't Nothing But Trouble, un récit de mésaventures avec le sexe opposé. La chanson est empruntée au générique de la série télévisée Jinny de mes rêves. Le single est un succès alors que Will Smith est encore au lycée. DJ Jazzy Jeff, quant à lui, est désormais un DJ reconnu pour ses scratchs et autres innovations. La vidéo du titre, fréquemment diffusée sur la chaîne MTV, attire l'intérêt d'un nouveau public. Ce succès emmène le trio à un nouveau label, Jive Records.
Leur premier album, Rock The House, est publié en 1987. Il atteint la 93e place des R&B Albums, et la 83e du classement américain Billboard 200. Il se vend à 300 000 exemplaires. La même année, le groupe fait sa première tournée majeure, avec Run–D.M.C., Public Enemy, et bien d'autres.

### He's the DJ, I'm the Rapper(1988)
Le deuxième album du groupe, He's the DJ, I'm the Rapper, est publié en 1988, et se place quatrième du classement américain Billboard 200. Il est certifié multi-platine avec plus de 2 000 000 de ventes[Quand ?][réf. nécessaire], et élève les membres au rang de stars. Les singles extraits de l'album, A Nightmare on my Street, Brand New Funk et Parents Just Don't Understand, atteignent également les classements musicaux. La chanson phare de l'album, Parents Just Don't Understand, est certifié disque d'or par la RIAA, et a l'honneur de recevoir le premier Grammy de l'histoire du rap. Le grand succès du single accroît la célébrité du trio. Le clip montre les tentatives du Fresh Prince pour contourner les règles strictes de ses parents, de manière très humoristique et très semblable à leur premier single, Girls Ain't Nothing But Trouble. Un autre single, Nightmare on My Street raconte la confrontation avec Freddy Krueger. Pour l'histoire, Girls Ain't Nothing But Trouble fait référence aux deux singles Parents Just Don't Understand et Nightmare on My Street. Le dernier single de l'album, Brand New Funk, reprend James Brown. Cette chanson est bien accueillie, notamment grâce à l'esprit funk, et le fait qu'elle montre encore un peu plus des talents de Jazzy Jeff.

### And in This Corner…, télévision, et cassure (1989–1990)
Le troisième album du groupe, And in This Corner..., est publié le 31 octobre 1989. Comme ses deux prédécesseurs, les ventes sont nombreuses, mais l'album n'attire par le succès escompté. Malgré cela, il atteint la 39e place du Billboard 200 et est certifié disque d'or par la RIAA. Le single I Think I Can Beat Mike Tyson est de la trempe des autres principaux singles. Il s'agit d'une chanson humoristique, dans laquelle The Fresh Prince explique qu'il peut battre Mike Tyson, et organise même un combat pour le prouver. Après une sévère défaite, c'est Jazzy Jeff qui affirme pouvoir battre le boxeur professionnel. On note l'apparition dans le clip de Mike Tyson lui-même, Don King, et Alfonso Ribeiro (Carlton Banks dans Le Prince de Bel-Air). Le single suivant est Jazzy's Groove qui, à la façon de Brand New Funk, est plus axé sur le travail du DJ. À ce moment, le succès est total, et l'argent coule à flots. Cependant, Will Smith est ruiné. Alors qu'il a dilapidé tout ce qu'il avait, il doit 2,8 millions de dollars au fisc. Il ne peut alors refuser la proposition de Quincy Jones : avoir le rôle principal dans une sitcom, Le Prince de Bel-Air, dans lequel son partenaire Jeff Townes aurait également un rôle récurrent (Jazz). Pendant les trois premières saisons de la série, Will donne 70 % de son salaire au fisc.
En 1990, un autre événement survient au sein du trio : Ready Rock C quitte le groupe, pour cause de « différences créatives » avec Will Smith. En effet, le rappeur affirme que le temps du beatbox est désormais passé. Holmes poursuivra le groupe en justice, en 1999, réclamant un tiers des profits réalisés.

### Homebase(1991–1992)
Les problèmes d'argent oubliés, le duo fait son retour avec un quatrième album, Homebase, en 1991. Le disque de platine est dans un style légèrement différent, plus mature, et Will Smith rappe avec une voix plus grave, plus profonde, sur des sons plus en concordance avec ce qui se fait à l'époque. Le single principal de Homebase est Summertime (dont l'instru est tirée du fameux Summer Madness de Kool & The Gang), qui demeure l'un de leurs plus grands succès. Le clip présente une réunion de famille à Philadelphie, et le duo assis dans une voiture roulant dans les rues. Cette chanson offre au groupe son second Grammy. Les singles suivants sont Ring My Bell et Things That U Do, deux chansons dont les musiques sont davantage typiques de ce qui se faisait avant 1990. Les deux clips ont la particularité d'être basés sur des versions différentes des versions album. Le dernier single issu de Homebase est You Saw My Blinker, qui raconte une péripétie arrivée au Fresh Prince, lorsqu'une vieille dame a percuté sa nouvelle voiture avec son véhicule. C'est la toute première et dernière chanson dans laquelle Will Smith jure (Bitch).

### Code Redet séparation (1993–1994)
Code Red est leur dernier album, sorti en 1993. Le premier single issu est Boom! Shake the Room, qui possède un son plus dur qu'à l'habitude[Interprétation personnelle ?]. Les suivants seront I Am Looking for the One (To Be With Me), plus similaire à Summertime, et I Wanna Rock. À la suite de cet album, Smith décide de s'orienter davantage vers sa nouvelle carrière d'acteur, débutée avec, entre autres, Six degrés de séparation en 1993 et Independance Day en 1996. Jazzy Jeff, quant à lui, préfère continuer dans la musique. Cet éloignement ne plait pas à Jive, qui les poursuit en justice, estimant qu'ils étaient encore sous contrat pour réaliser d'autres albums.
Par la suite, Will Smith sortira trois albums solo, sur lesquels on peut d'ailleurs retrouver DJ Jazzy Jeff, entre autres sur le morceau So Fresh en 1999, dans le style typique de ce qu'ils faisaient quinze ans plus tôt. DJ Jazzy Jeff sortira de son côté deux albums solo, et deviendra producteur de RnB, supervisant notamment les sorties d'albums de Jill Scott, Rhymefest, et bien d'autres.

### Bref retour (2015–2016)
En octobre 2015, après avoir sorti Fiesta avec le groupe Bomba Estéreo, Will Smith et DJ Jazzy Jeff se sont souvent retrouvés à l'occasion de concerts organisés lorsqu'ils ont du temps libre. En octobre 2015, Will annonce une tournée à l'été 2016.

## Discographie

### Albums studio
- 1987 : Rock the House
- 1988 : He's the DJ, I'm the Rapper
- 1989 : And in This Corner…
- 1991 : Homebase
- 1993 : Code Red

### Compilations
- 1998 : Greatest Hits
- 2000 : Before the Willennium
- 2003 : Platinum & Gold Collection
- 2006 : The Very Best of Jazzy Jeff & The Fresh Prince